# Bathyraja spinicauda
Bathyraja spinicauda is een vissoort uit de familie van de Arhynchobatidae. De wetenschappelijke naam van de soort is voor het eerst geldig gepubliceerd in 1914 door Adolf Severin Jensen.